# Sex & Violins
Sex & Violins – pierwszy album zespołu Rednex. Ukazał się w 1995 r.

## Lista utworów
1. "Cotton Eye Joe" - 3:14
2. "Hittin' the Hay" - 3:17
3. "Riding Alone" - 3:27
4. "Wish You Were Here" - 3:56
5. "Mary Lou" - 3:37
6. "Old Pop in an Oak" - 3:32
7. "Nowhere in Idaho" - 4:05
8. "The Sad but True Story of Ray Mingus, the Lumberjack of Bulk Rock City, and His Never Slacking Stribe in Exploiting the So Far Undiscovered Areas of the Intention to Bodily Intercourse from the Opposite Species of His Kind, During Intake of All the Mental Condition That Could Be Derived from Fermentation (Harder Than Your Husband)" - 2:21
9. "Fat Sally Lee" - 3:16
10. "Shooter" - 3:44
11. "McKenzie Brothers" - 4:28
12. "Rolling Home" - 4:22
13. "Wild 'N Free" - 3:39